# Пенемоте, Жерману
Жерману Пенемоте (порт. Germano Penemote; род. 24 октября 1969, Ондобе, Кунене, Португальская Западная Африка) — анголезский прелат и ватиканский дипломат. Титулярный архиепископ Трейя с 16 июня 2023. Апостольский нунций в Пакистане с 16 июня 2023.